# Osmerus spectrum
Osmerus spectrum é uma espécie de peixe da família Osmeridae.
Pode ser encontrada nos seguintes países: Canadá e nos Estados Unidos da América.